# Edmund Dahlström
Edmund Fredrik Sture Taylor Dahlström, född 16 mars 1922 i Saltsjö-Duvnäs, Stockholms län, död 26 november 2003, var en svensk sociolog. Han var från 1969 gift med Rita Liljeström.
Dahlström, som var son till direktör Fredrik Dahlström och Jessie Dahlström. Hans far var innehavare av Svensk-engelska konstgalleriet i Stockholm.
Han avlade studentexamen i Djursholm 1941, blev filosofie magister 1945, filosofie licentiat 1949 och filosofie doktor 1951. Han var forskningsassistent vid stadsplanekontorets generalplaneutredning 1948–1951, vid Studieförbundet Näringsliv och Samhälle (SNS) 1951–1953, Rockefeller-stipendiat i USA 1953–1954, bedrev industrisociologisk forskning vid SNS 1954–1955, var docent i sociologi vid Stockholms högskola 1956–1960 och professor i sociologi vid Göteborgs universitet 1960–1987 (tillförordnad 1959).